# تجمع وادي ضحون (المهرة)

تعديل مصدري - تعديل

تجمع وادي ضحون هو "تجمع بدوي" في  عزلة منعر بمديرية منعر التابعة لمحافظة المهرة، بلغ تعداد سكانها 277 نسمة حسب تعداد اليمن لعام 2004.